# Hormiops infulcra
Espèce
Hormiops infulcra est une espèce de scorpions de la famille des Hormuridae.

## Distribution
Cette espèce est endémique du Pahang en Malaisie. Elle se rencontre dans l'archipel de Seribuat sur les îles Tioman et Tulai.

## Description
Les mâles mesurent de 23 à 28 mm et les femelles de 27 à 31 mm.

## Publication originale
- (fr + en) Lionel Monod, « The genus Hormiops Fage, 1933 (Hormuridae, Scorpiones), a palaeoendemic of the South China Sea: systematics and biogeography », Comptes Rendus. Biologies, Académie des sciences, vol. 337, no 10,‎ 5 septembre 2014, p. 596-608 (ISSN 1631-0691 et 1768-3238, OCLC 49200702, PMID 25282174, DOI 10.1016/J.CRVI.2014.07.009).